# Навал ел Садави
Навал ел Садави (арап. Nawal аl-Saadawi نوال السعداوي; Кафр Тахла, 27. октобар 1931 — Каиро, 21. март 2021) била је египатска списатељица, феминисткиња, активисткиња, лекар и психијатар. Она је написала много књига на тему жена у исламу, посебно обраћајући пажњу на праксу женског обрезивања у њеној околини. Она је често називана "Симон де Бовоар арапског света".
Била је оснивач и председница Удружења арапске женске солидарности и суоснивач арапског Удружења за људска права. Она је носилац почасних диплома на три континента. Током 2004. године, освојила је награду Север-Југ коју јој је доделио Савет Европе. У 2005. години, освојила је међународну награду Инана у Белгији а 2012. године Међународни мировни Биро јој је доделио награду за мир Шон МекБрајд.
Навал ел Садави је била на позицији Ауторке за Врховни савет за уметност и друштвене науке у Каиру, Генералне директорке Одељења за здравствено образовање при Министарству здравља у Каиру, Генералног секретара лекарског друштва у Каиру, и лекара при Универзитетској болници и Министарству здравља. Она је оснивач Удружења здравственог образовања и Удружења египатских списатељица; Била је главна уредница медицинског часописа у Каиру и уредник Магазина медицинског удружења.

## Детињство
Садави је рођена 27. октобра 1931. године у малом селу Кафр Тахла, као друго најстарије од деветоро деце. Њена породица је била истовремено традиционалистичка и модернистичка: Навал је „обрезана” са шест година и њен клиторис је у потпуности одстрањен, али су родитељи инсистирали да се сва деца из породице школују. Њен отац је био државни службеник у Министарству просвете, који је водио кампању против британске окупације Египта и Судана током египатске револуције 1919. године. Као резултат тога, он је протеран у мали град у делти Нила и Влада га је казнила забраном унапређења у периоду од 10 година. Он је био релативно модерних схватања и научио је ћерку самопоштовању и да говори оно што мисли. Он ју је такође охрабривао да учи арапски језик. Оба њена родитеља су умрла у младости, остављајући Навал да самостално подиже велику породицу.

## Каријера
Садави је дипломирала медицину 1955. на Каирском универзитету. Те године се удала за Ахмеда Хелмија којег је упознала у медицинској школи. Брак је окончан две године касније. Кроз своју медицинску праксу, она је истраживала физичке и психичке проблеме жена и повезала их са репресивним културним обичајима, патријархалним околностима, класним разликама и империјалистичким угњетавањем.
Док је радила као лекар у свом родном месту Кафр Тахла, она је посматрала тешкоће и неједнакости са којима се суочавају жене на селу. Након покушаја да заштити једну од својих пацијенткиња од породичног насиља, Садави је позвана назад у Каиро. Она је на крају постала управница Министарства здравља и упознала свог трећег мужа, Шерифа Хатату, колегу из Министарства здравља. Хетата, такође лекар и писац, био је политички затвореник 13 година. Венчали су се 1964. и имају сина и ћерку. Садави се развела од Хетате након заједничког живота од 43 године.
Године 1972. је објавила књигу „Жена и секс” (арап. المراة والجنس), у којима скреће пажњу читаоцу на разне незаконите радње почињене над женским телима, укључујући и обрезивање. Књига је постала покретачка снага другог таласа феминизма. Као последица књиге и њених политичких активности, Садави је отпуштена са свог положаја у Министарству здравља. Слични притисци су је коштали каснијег положаја главног уредника здравственог часописа, и места помоћника генералног секретара у Египатској Лекарској комори. Од 1973. до 1976. радила је на истраживању жене и неурозе на Медицинском факултету Универзитета Аин Шамс. Од 1979. до 1980. била је саветник Уједињених нација за женски програм у Африци (ECA) и Блиском истоку (ECWA).

## Награде и почасти
- 2007 Почасни докторат,  у Бриселу, Белгија
- 2007 Почасни докторат,  у Бриселу, Белгија
- 2010 Почасни докторат, Народни аутономни универзитет у Мексику, Мексико
- 2011 Награда Стиг Дагерман[12][13]

### Историја публикација
Следи комплетан списак њених дела. Сва дела су оригинално написана на арапском. Многа од њих су преведена на енглески, француски, немачки, шпански, португалски, шведски, норвешки, дански, италијански, холандски, фински, индонежански, јапански, персијски, турски, урду, српски и преко 30 других језика....

#### Романи (на арапском језику)
- „Мемоари једне докторке” (Каиро, 1958)
- „Одсутан” (Каиро, 1969)
- „Две жене у једној” (Каиро, 1971)
- „Жена на нултој тачки” (Бејрут, 1973)
- „Смрт јединог мушкарца на Земљи” (Бејрут, 1975)
- „Дечја разбрајалица” (Бејрут, 1976)
- „Пад имама” (Каиро, 1987)
- „Ганат и ђаво” (Бејрут, 1991)
- „Љубав у краљевству нафте” (Каиро, 1993)
- „Роман” (Dar El Hilal издавач Каиро 2004)
- „Зејна, роман” (Dar Al Saqi Бејрут, 2009)

#### Збирке кратких прича (на арапском језику)
- „Спознах љубав” (Каиро, 1957)
- „Тренутак истине” (Каиро, 1959)
- „Мало нежности” (Каиро, 1960)
- „Нит и зид” (Каиро, 1972)
- „Извор живота” (Каиро, 1976)
- „Била је слабија” (Каиро, 1977)
- „Смрт бившег министра” (Каиро, 1978)
- Adab Am Kellet Abad (Каиро, 2000)

#### Драма (на арапском језику)
- Дванаест жена у ћелији (Каиро, 1984)
- „Изида” (Каиро, 1985)
- „Бог даје оставку на састанку” God Resigns in the Summit Meeting (1996), уз још четири драме, у оквиру Збирке радова (45 књиге на арапском језику) објавио Мадбули у Каиру, 2007

#### Мемоари (на арапском језику)
- „Мемоари из женског затвора” (Каиро, 1983)
- „Моја путовања око света” (Каиро, 1986)
- „Мемоари детета по имену Суад” (Каиро, 1990)
- „Мој живот, Први део, Аутобиографија” (Каиро, 1996)
- „Мој живот, Други део, Аутобиографија” (Каиро, 1998)
- „Мој живот, Трећи део, Аутобиографија” (Каиро, 2001)

#### Документарна дела (на арапском језику)
- „Жене и секс” (Каиро, 1969)
- „Жена је основа” (Каиро, 1971)
- „Мушкарци и секс” (Каиро, 1973)
- „Наго лице арапске жене” (Каиро, 1974)
- „Жене и неурозе” (Каиро, 1975)
- „О женама” (Каиро, 1986)
- „Нова битка за ослобођење Арапкиња” (Каиро, 1992)
- „Збирка есеја” (Каиро, 1998)
- „Збирка есеја” (Каиро, 2001)
- „Рушење баријера” (Каиро, 2004)